# Ken Farmer
Kenneth Pentin Farmer, detto Ken (Westmount, 26 luglio 1912 – Montréal, 12 gennaio 2005), è stato un hockeista su ghiaccio canadese.

## Palmarès

### Olimpiadi invernali
- Argento a Garmisch-Partenkirchen 1936 nell'hockey su ghiaccio.